# Diecéze attaeajská
Diecéze Attæa je titulární diecéze římskokatolické církve.

## Historie
Attæa, identifikovatelná s Dikeliköy v dnešním Turecku, je starobylé biskupské sídlo, nacházející se v římské provincii Asie I. Byla součástí Konstantinopolského patriarchátu a sufragánnou arcidiecéze Efez.
Diecéze není uvedena Michelem Lequienem v Oriens christianus a není znám žádný biskup této diecéze.
Dnes je využívána jako titulární biskupské sídlo; v současnosti je bez titulárního biskupa.

## Seznam titulárních biskupů
- 1927 – 1941 Fortunado Devoto
- 1942 – 1950 Eduardo Martínez González
- 1951 – 1967 Vitale Bonifacio Bertoli, O.F.M.